# Kyrylo Katrytsch
Kyrylo Oleksandrowytsch Katrytsch (ukrainisch Кирило Олександрович Катрич; * 3. April 1984 in Kiew, Ukrainische SSR, Sowjetunion) ist ein ehemaliger ukrainischer Eishockeyspieler, der zuletzt 2021/22 bei Dnipro Cherson in der ukrainischen Eishockeyliga unter Vertrag stand.

## Karriere

### Club
Kyrylo Katrytsch begann seine Karriere als Eishockeyspieler in der Nachwuchsabteilung von Ldinka Kiew. Von 2001 bis 2006 spielte er für den HK Kiew in der ukrainischen Liga und der B-Gruppe der East European Hockey League. Dabei war er in der Saison 2003/04 bester Vorbereiter der ukrainischen Liga. In seiner letzten Spielzeit für den HK Kiew spielte er auch bereits für den HK Sokil Kiew in der belarussischen Eishockeyliga. Von 2006 bis 2008 spielte er für Sokil dann neben den Einsätzen in Belarus auch in der ukrainischen Liga und gewann mit dem Klub 2008 die ukrainische Meisterschaft. Nach diesem Erfolg wechselte er zum CS Progym Gheorgheni in die MOL Liga, verließ den Klub aber bereits nach 10 Spielen und wechselte in die Vereinigten Staaten, wo er bis 2010 für die Battle Creek Revolution und Chicago Blaze aus der All American Hockey League und die Quad City Mallards aus der International Hockey League spielte. Anschließend kehrte er in die Ukraine zurück und spielte zwei weitere Jahre für den HK Sokil. In der Folgezeit spielte er im jährlichen Wechsel für den HK Lewy Lwiw, den HK Kompanjon-Naftohas Kiew, mit dem er 2014 ukrainischer Meister wurde, den HC Viking Tallinn aus der estnischen Liga und den HK Donbass Donezk, mit dem er 2016 seinen dritten Meistertitel errang. 2016/17 spielte er beim HK Krywbass. Nachdem er vier Jahre pausiert hatte, spielte er 2021/22 bei Dnipro Cherson, ehe er seine Karriere endgültig beendete.

### International
Mit der ukrainischen U20-Auswahl nahm Katrytsch an der Junioren-Weltmeisterschaft der Top-Division 2004 teil. Ein Jahr später nahm er mit der ukrainischen Studentenauswahl an der Winter-Universiade 2005 im österreichischen Innsbruck teil. Bis zu seinem Debüt in der Herren-Nationalmannschaft dauerte es dann allerdings 12 Jahre. Erst mit 33 Jahren nahm er an der Weltmeisterschaft der Division I 2017 teil. Auch 2018 spielte er in der Division I.

## Erfolge und Auszeichnungen
- 2004 Bester Vorbereiter der ukrainischen Eishockeyliga
- 2008 Ukrainischer Meister mit dem HK Sokil Kiew
- 2014 Ukrainischer Meister mit dem HK Kompanjon-Naftohas Kiew
- 2016 Ukrainischer Meister mit dem HK Donbass Donezk

## Statistik
(Stand: Ende der Saison 2010/11)